# Escut de Benaguasil
L'escut de Benaguasil és un símbol representatiu oficial de Benaguasil, municipi del País Valencià, a la comarca del Camp de Túria. Té el següent blasonament:
| « | Escut partit. Primer, de gules, el creixent d'argent; segon, d'atzur, el castell d'or. En punta, de sinople, la ceba d'or. Per timbre, corona de baró. | » |

## Història

Representació de l'escut amb altra corona de baró.

Va ser aprovat per Decret 214/1963, de 31 de gener de 1963; i publicat al BOE núm. 35 de 9 de febrer de 1963.
El creixent són les armes de la família Luna, principals senyors en l'època foral. El castell és pel castell de Benaguasil, que s'alçava a la part més antiga de la població. La ceba, perquè va ser el principal conreu de la població fins a mitjans del segle xx. La corona és per l'antiga Baronia de Benaguasil.
L'Ajuntament utilitza una corona de baró amb dotze puntes rematades per dotze perles, de les quals es veuen set. Aquesta corona s'utilitza més a Bèlgica, Països Baixos i altres països.